# Rhaphidophora cravenschoddeana
Rhaphidophora cravenschoddeana — вид квіткових рослин із родини Araceae, роду Rhaphidophora. Це ліана, рідним ареалом якої є Папуа Нова Гвінея.